# Opinionsgenre
Opinionsgenre, findes indenfor skrivegenren "kronik"
hvor afsenderen skriver ud fra et personligt engagement og en saglig undersøgelse af problemstillingen.
Afsenderen benytter derfor ovenstående genre, til at udtrykke sin holdning indenfor det omtalte emne.
Afsenderen er ikke en medarbejder på avisen/bladet, men en af avisens/bladets læsere, der har indsendt sin tekst.
| Anime eller manga | Spire Denne artikel om medie og kommunikation er en spire som bør udbygges. Du er velkommen til at hjælpe Wikipedia ved at udvide den. |